# An Elephant Sitting Still
Pour plus de détails, voir Fiche technique et Distribution.
An Elephant Sitting Still (大象席地而坐, Dà xiàng xídì'érzuò) est un film dramatique chinois réalisé par Hu Bo,.

## Synopsis
L’intrigue se déroule au cœur d’une vaste ville post-industrielle située au nord de la Chine dont le nom est inconnu. Cette ville, vide et plongée dans un épais brouillard constant, est pourtant le terrain de jeux des adolescents. Un jour, une altercation entre adolescents vient chambouler la vie des jeunes qui ne pensent alors qu’à une chose ; fuir dans la ville de Manzhouli, cette ville où l'on raconte qu'un éléphant de cirque y serait assis toute la journée. Une aventure est sur le point de commencer !
« A Manzhouli, il y a un éléphant. Il reste assis toute la journée ». Cette phrase est le leitmotiv de ce film qui se déroule au cours d’une seule journée dans une ville post-industrielle de Chine. Il raconte les destins entremêlés de quatre personnes : Yu Cheng (le grand frère), Wei Bu (l’adolescent), Huang Ling (l’adolescente) et Wang Jin (le grand-père).
Yu Cheng, malfrat en apparence insensible, est surpris dans l’appartement de son ami. Ce dernier, comprenant que sa femme couche avec Yu Cheng, se suicide en se jetant par la fenêtre. Incapable de reconnaître sa responsabilité dans l’acte désespéré de son ami, Yu Cheng va jusqu’à accuser son ancienne copine d’en être la cause : la jeune femme dont il est amoureux aurait en effet repoussé ses avances, ce qui l’aurait poussé à coucher avec la femme de son ami. Yu Cheng veut fuir avec son ex-copine à Manzhouli pour voir le fameux éléphant, mais la jeune femme refuse. De plus, une autre affaire appelle Yu Cheng : son petit frère est à l’hôpital, sa famille lui demande de retrouver celui qui la mit dans cet état et de se venger. C’est donc de mauvaise grâce que Yu Cheng part sur les traces de Wei Bu.
Wei Bu, adolescent à la vie familial difficile, vient en aide à son ami, Li Kaï, accusé d’avoir volé le portable de Yu Shuai (le petit frère de Yu Cheng). Wei Bu passe d’abord au bureau du vice-proviseur qui lui apprend que l’école va fermer. Le vice-proviseur le dénigre, lui promettant un avenir misérable. Wei Bu, convaincu de l’innocence de son ami, se retrouve impliqué dans une confrontation avec Yu Shuai. Au cours d’une bousculade, ce dernier tombe accidentellement dans les escaliers et est grièvement blessé. Wei Bu, pourtant innocent, fuit les lieux. En rentrant chez lui, il se rend compte que toutes ses économies ont été volées par ses parents. Désemparé et sans argent, Wei Bu cherche d’abord refuge chez sa grand-mère. Mais, arrivé chez elle, il constate qu’elle est morte. Il se rend alors au zoo et trouve Huang Ling.
Huang Ling, adolescente en conflit avec une mère irresponsable, rencontre Wei Bu au zoo qui lui annonce son intention de partir à Manzhouli pour voir l’éléphant. L’adolescent l’invite à venir avec lui. Mais Huang Ling, devant l’absence de préparation de Wei Bu, qui ne sait rien faire d’autres que jouer au ballon, refuse et part. Plus tard, Wei Bu découvre que l’adolescente mange dans un restaurant avec le vice-proviseur. Il se cache et observe. Yu Cheng, qui recherche justement Wei Bu, le remarque et le console, sans savoir qu'il est le garçon qu'il traque. Wei Bu ne révèle pas son identité. Après avoir écrit un mot pour dire au vice-doyen qu’il est fichu, et avoir plaqué ce mot à la vitre du restaurant, sous le nez des deux amants, Wei Bu part.
Plus tard, dans une chambre, Huang Ling et le vice-proviseur découvrent qu’ils ont été filmés et que la vidéo circule en ligne. Après avoir dit qu’elle a détruit sa vie, qu’il ne pourra plus travailler pour la nouvelle école, le vice-proviseur congédie Huang Ling. Cette dernière retourne chez elle et raconte tout à sa mère. Les deux femmes se disputent et Huang Ling se réfugie dans sa chambre. Le vice-proviseur et sa femme se présentent chez elles. Une dispute éclate entre le couple et la mère, cette dernière défendant sa fille. Huang Ling s’échappe par la fenêtre, mais revient armée d’une batte de baseball et frappe le vice-proviseur et sa femme. Elle quitte ensuite l’appartement.
Pendant ce temps, Wang Jin, un retraité qui vit avec sa petite-fille, son fils et sa belle-fille, a des problèmes. En effet, son fils le supplie de quitter l’appartement pour aller vivre dans une maison de retraite. La famille manque en effet de moyen et de place. Refusant le conflit, Wang Jin préfère quitter l’appartement avec son chien pour réfléchir. Au cours de sa balade, il voit une femme à la recherche de son chien : un grand chien blanc du nom de Pipy. En continuant sa balade, dans une ruelle, il rencontre Pipy qui s’attaque à son propre chien et le laisse à moitié mort. En sortant du vétérinaire, il tombe sur un avis de recherche pour Pipy. Découvrant l’adresse de la propriétaire, il se rend chez elle. Un couple lui ouvre et Wang Jin leur dit qu’il a vu Pipy et qu’il a tué son chien. En colère, l’homme refuse de dédommager Wang Jin, et comme ce dernier ne sait pas où est Pipy, il est chassé. Plus tard, Wang Jin, se débarrassant du corps de son chien sous un pont, est remarqué par Wei Bu, son voisin. Wei Bu demande à Wang Jin s’il peut lui échanger sa queue de billard contre de l’argent. L’adolescent à en effet récupéré son seul bien un peu plus tôt en évitant Yu Cheng et sa bande. Wang Jin refuse tout d’abord : une queue de billard ne lui servirait à rien et il est pauvre. Le propriétaire de Pipy arrive alors et s’en prend au vieil homme, l’accusant d’avoir tué son chien. Wang Jin s'en défend, Wei Bu s’interpose, mais ne fait pas le poids face à l’homme qui le repousse à plusieurs reprises avant de finalement repartir. Wang Jin finit par donner de l’argent à Wei Bu et accepte la queue de billard. De retour dans son immeuble, Wang Jin rencontre Yu Cheng et sa bande. Ces derniers reconnaissent la queue de billard comme étant celle de Wei Bu et malmènent le vieil homme. Mais Wang Jin, ancien soldat à la retraite, se défend et fait fuir les malfrats.
Plus tard, le soir, Wei Bu se rend à l’hôpital mais, voyant Yu Cheng en conflit avec sa famille, il s’enfuit. Appelé par son ami Li Kaï, Wei Bu lui donne rendez-vous dans un centre commercial à côté de l’hôpital. Caché, il découvre que Li Kaï n’est pas seul, ses propres parents l’accompagnent et sont à sa recherche. Wei Bu, profitant que Li Kaï soi seul, l’entraîne avec violence dans un escalier de service. Là, Li Kaï lui avoue avoir volé le téléphone de Yu Shuai : il contenait une vidéo de Li Kaï en train d’uriner et une du vice-proviseur en compagnie de Huang Ling dans un Karaoké.
Après avoir quitté Li Kaï, Wei Bu décide d’acheter un billet à un revendeur pour fuir à Manzhouli. Mais le billet est faux. Il retrouve le revendeur et demande à être remboursé. Wei Bu suit le revendeur dehors mais tombe dans un piège, un complice de ce dernier les attend. Les deux malfrats tabassent l’adolescent et appellent Yu Cheng qui les rejoint. Yu Cheng annonce que son petit frère Yu Shuai est mort. N’ayant jamais aimé son frère, Yu Cheng demande à Wei Bu où il compte s’enfuir. À la grande surprise de Yu Cheng, l’adolescent lui dit qu’il souhaite partir à Manzhouli voir l’éléphant. Yu Cheng demande alors à ces hommes de main d’acheter un billet. Il annonce à Wei Bu que quelqu’un l’attrapera de toute façon tôt ou tard. Yu Cheng appelle finalement la mère de son ami et lui avoue qu’il était dans l’appartement lorsque son ami a sauté. Il raccroche, assumant enfin sa culpabilité. Li Kaï apparaît alors armé d’un pistolet et demande à Wei Bu de fuir. De retour de la gare, les deux malfrats tentent de prendre Li Kaï par surprise, mais un coup de feu part accidentellement. Yu Cheng est blessé à la jambe. Li Kai dit alors que ce n’est pas lui qui a posté la vidéo de Huang Ling et du vice-proviseur. Wei Bu, excédé, quitte les lieux, laissant seuls Yu Cheng et Li Kaï. Ce dernier, dans de dernières paroles acerbes contre la vie, pointe le pistolet sur son menton. Li Kaï se tue sous les yeux de Yu Cheng.
Le soir Wei Bu et Wang Jin se rencontrent à la gare. Le grand-père est accompagné de sa petite-fille. Huang Ling, qui veut elle aussi quitter la ville, leur apprend que le train est annulé. Après hésitations, ils décident de prendre un bus qui leur permettra de rejoindre Manzhouli. Ils arrivent finalement à Manzhouli. En pleine nuit, seuls les phares éclairent les voyageurs qui descendent du bus à l’arrêt. Au loin, Wei Bu joue au ballon avec d’autres passagers. Tout le monde s’arrête lorsque résonnent les longs barrissements d’un éléphant.

## Fiche technique
- Titre original : 大象席地而坐, Dà xiàng xídì'érzuò
- Titre : An Elephant Sitting Still
- Réalisation : Hu Bo
- Scénario :  Hu Bo
- Musique : Hua Lun
- Producteur : Fu Dongyan
- Pays d’origine :  Chine
- Genre : Drame
- Dates de sortie :
  - Allemagne : 16 février 2018 (Berlinale 2018)
  - Belgique : 1er mai 2019
  - France : 9 janvier 2019

## Distribution
- Peng Yuchang : Wei Bu
- Zhang Yu : Yu Cheng
- Wang Yuwen : Huang Ling
- Liu Congxi : Wang Jin
- Xiang Rongdong : Le directeur adjoint
- Jing Guo : La femme du directeur adjoint
- Guozhang Zhaoyan : Le père de Wei Bu
- Li Suyun : La mère de Wei Bu
- Kong Wei : le beau-fils de Wang Jin
- Li Danyi : La fille de Wang Jin
- Kong Yixin : La petite fille de Wang Jin
- Ling Zhenghui : Li Kai
- Zhang Xiaolong : Yu Shuai
- Wang Ning : La mère de Huang Ling

## Récompenses
- Berlinale 2018 : Prix FIPRESCI et Mention spéciale du jury
- 42e Festival international du film de Hong Kong : Prix du public
- 55e cérémonie des Golden Horse Film Festival and Awards : meilleur film et meilleur scénario adapté[3]
- Hong Kong Film Awards 2020 : Meilleur film de Chine continentale ou de Taïwan[4]